# Liste des présidents actuels des régions et des provinces italiennes
Cette page dresse la liste des présidents actuels des 20 régions administratives (dont cinq régions autonomes) italiennes et des 110 provinces.
N.B. : FI = Forza Italia ; LN = Ligue du Nord ; PD = Parti démocrate ; UVP = Union valdôtaine progressiste ; SE = Sans étiquette.

## Présidents des régions
| Région                                    | Nom | Nom                  | Parti  | Élection | Début mandat      | Fin mandat |
| ----------------------------------------- | --- | -------------------- | ------ | -------- | ----------------- | ---------- |
| Abruzzes                                  |     | Marco Marsilio       | FdI    | 2024     | 23 février 2019   | 2029       |
| Basilicate                                |     | Vito Bardi           | FI     | 2019     | 16 avril 2019     | 2024       |
| Calabre                                   |     | Roberto Occhiuto     | FI     | 2021     | 29 octobre 2021   | 2026       |
| Campanie                                  |     | Vincenzo De Luca     | PD     | 2020     | 18 juin 2015      | 2025       |
| Émilie-Romagne                            |     | Stefano Bonaccini    | PD     | 2014     | 22 décembre 2014  | 2025       |
| Frioul-Vénétie Julienne (région autonome) |     | Massimiliano Fedriga | LN     | 2018     | 3 mai 2018        | 2028       |
| Latium                                    |     | Nicola Zingaretti    | PD     | 2018     | 12 mars 2013      | 2023       |
| Ligurie                                   |     | Marco Bucci          | Indép. | 2024     | 6 novembre 2024   | 2029       |
| Lombardie                                 |     | Attilio Fontana      | LN     | 2018     | 26 mars 2018      | 2028       |
| Marches                                   |     | Francesco Acquaroli  | FdI    | 2020     | 30 septembre 2020 | 2025       |
| Molise                                    |     | Francesco Roberti    | FI     | 2023     | 6 juillet 2023    | 2028       |
| Ombrie                                    |     | Donatella Tesei      | LN     | 2019     | 11 novembre 2019  | 2024       |
| Piémont                                   |     | Alberto Cirio        | FI     | 2019     | 6 juin 2019       | 2024       |
| Pouilles                                  |     | Michele Emiliano     | PD     | 2020     | 26 juin 2015      | 2025       |
| Sardaigne (région autonome)               |     | Alessandra Todde     | M5S    | 2024     | 20 mars 2024      | 2029       |
| Sicile (région autonome)                  |     | Renato Schifani      | SE     | 2022     | 14 octobre 2022   | 2022       |
| Toscane                                   |     | Eugenio Giani        | PD     | 2020     | 8 octobre 2020    | 2025       |
| Trentin-Haut-Adige (région autonome)      |     | Maurizio Fugatti     | LN     | 2023     | 7 juillet 2021    | 2028       |
| Vallée d'Aoste (région autonome)          |     | Renzo Testolin       | UV     |          | 2 mars 2023       | 2025       |
| Vénétie                                   |     | Luca Zaia            | LN     | 2020     | 13 avril 2010     | 2025       |

## Présidents des provinces
L'Italie comprend 87 provinces. Les commissaires extraordinaires sont indiqués par l’abréviation « comm. extr. »
| Province                        | Nom                              | Depuis le         |
| ------------------------------- | -------------------------------- | ----------------- |
| Agrigente                       | Girolamo Di Pisa (comm. extr.)   | 1er février 2018  |
| Alexandrie                      | Enrico Bussalino                 | 18 décembre 2021  |
| Ancône                          | Daniele Carnevali                | 20 décembre 2021  |
| Aoste (région à statut spécial) | Luigi Bertschy                   | 25 janvier 2023   |
| Arezzo                          | Silvia Chiassai Martini          | 31 octobre 2018   |
| Ascoli Piceno                   | Sergio Loggi                     | 19 décembre 2021  |
| Asti                            | Paolo Lanfranco                  | 27 mai 2019       |
| Avellino                        | Rizieri Buonopane                | 19 décembre 2021  |
| Barletta-Andria-Trani           | Bernardo Lodispoto               | 27 septembre 2019 |
| Belluno                         | Roberto Padrin                   | 10 septembre 2017 |
| Bénévent                        | Antonio Di Maria                 | 31 octobre 2018   |
| Bergame                         | Pasquale Gandolfi                | 16 octobre 2018   |
| Biella                          | Emanuele Ramella Pralungo        | 19 décembre 2021  |
| Bologne (ville m.)              | Virginio Merola                  | 1er janvier 2015  |
| Bolzano (province autonome)     | Arno Kompatscher                 | 9 janvier 2014    |
| Brescia                         | Samuele Alghisi                  | 2 novembre 2018   |
| Brindisi                        | Domenico Tanzarella              | 29 novembre 2017  |
| Cagliari (ville m.)             | Massimo Zedda                    | 17 juin 2024      |
| Caltanissetta                   | Rosalba Panvini (comm. extr.)    | 1er mars 2016     |
| Campobasso                      | Francesco Roberti                | 3 septembre 2019  |
| Caserte                         | Giorgio Magliocca                | 16 octobre 2017   |
| Catane (ville m.)               | Salvo Pogliese                   | 5 décembre 2020   |
| Catanzaro                       | Sergio Abramo                    | 31 octobre 2018   |
| Chieti                          | Francesco Menna                  | 19 décembre 2021  |
| Côme                            | Fiorenzo Bongiasca               | 31 octobre 2018   |
| Cosenza                         | Franco Iacucci                   | 30 janvier 2017   |
| Crémone                         | Paolo Mirko Signoroni            | 23 novembre 2019  |
| Crotone                         | Sergio Ferrari                   | 18 décembre 2021  |
| Coni                            | Federico Borgna                  | 14 octobre 2014   |
| Enna                            | Girolamo Di Fazio (comm. extr.)  | 7 janvier 2020    |
| Fermo                           | Michele Ortenzi                  | 19 décembre 2021  |
| Ferrare                         | Gianni Michele Padovani          | 19 décembre 2021  |
| Florence (ville m.)             | Dario Nardella                   | 1er janvier 2015  |
| Foggia                          | Nicola Gatta                     | 31 octobre 2018   |
| Forlì-Cesena                    | Enzo Lattuca                     | 19 décembre 2021  |
| Frosinone                       | Antonio Pompeo                   | 14 octobre 2014   |
| Gênes (ville m.)                | Marco Bucci                      | 27 juin 2017      |
| Grosseto                        | Antonfrancesco Vivarelli Colonna | 9 janvier 2017    |
| Imperia                         | Claudio Scajola                  | 19 décembre 2021  |
| Isernia                         | Alfredo Ricci                    | 25 août 2019      |
| La Spezia                       | Giorgio Cozzani                  | 27 septembre 2017 |
| L’Aquila                        | Angelo Caruso                    | 31 juillet 2017   |
| Latina                          | Gerardo Stefanelli               | 19 décembre 2021  |
| Lecce                           | Stefano Minerva                  | 31 décembre 2018  |
| Lecco                           | Alessandra Hofmann               | 19 décembre 2021  |
| Livourne                        | Maria Ida Bessi                  | 30 octobre 2018   |
| Lodi                            | Francesco Passerini              | 6 février 2018    |
| Lucques                         | Luca Menesini                    | 21 septembre 2015 |
| Macerata                        | Sandro Parcaroli                 | 19 décembre 2021  |
| Mantoue                         | Beniamino Morselli               | 31 août 2016      |
| Massa-Carrara                   | Gianni Lorenzetti                | 12 décembre 2016  |
| Matera                          | Piero Marrese                    | 31 octobre 2018   |
| Medio Campidano                 | En attente d'élections           |                   |
| Messine                         | Cateno De Luca                   | 26 juin 2018      |
| Milan (ville m.)                | Giuseppe Sala                    | 21 juin 2016      |
| Modène                          | Gian Domenico Tomei              | 31 octobre 2018   |
| Monza et Brianza                | Luca Santambrogio                | 27 juillet 2019   |
| Naples (ville m.)               | Luigi De Magistris               | 1er janvier 2015  |
| Novare                          | Federico Binatti                 | 31 octobre 2018   |
| Nuoro                           | Costantino Tidu (comm. extra.)   | 24 décembre 2016  |
| Ogliastra                       | En attente d'élections           |                   |
| Oristano                        | Massimo Torrente (comm. extr.)   | 29 mai 2015       |
| Padoue                          | Fabio Bui                        | 31 octobre 2018   |
| Palerme (ville m.)              | Roberto Lagalla                  | 20 juin 2022      |
| Parme                           | Andrea Massari                   | 18 décembre 2021  |
| Pavie                           | Giovanni Palli                   | 19 décembre 2021  |
| Pérouse                         | Stefania Proietti                | 20 décembre 2021  |
| Pesaro et Urbino                | Giuseppe Paolini                 | 31 octobre 2018   |
| Pescara                         | Antonio Zaffiri                  | 2 novembre 2018   |
| Plaisance                       | Patrizia Barbieri                | 31 octobre 2018   |
| Pise                            | Massimiliano Angori              | 31 octobre 2018   |
| Pistoia                         | Luca Marmo                       | 8 avril 2019      |
| Potenza                         | Rocco Guarino                    | 1er novembre 2018 |
| Prato                           | Francesco Puggelli               | 31 octobre 2018   |
| Raguse                          | Salvatore Piazza (comm. extr.)   | 1er février 2018  |
| Ravenne                         | Michele De Pascale               | 4 septembre 2016  |
| Reggio de Calabre (ville m.)    | Carmelo Versace                  | 19 novembre 2021  |
| Reggio d’Émilie                 | Giorgio Zanni                    | 31 octobre 2018   |
| Rieti                           | Mariano Calisse                  | 31 octobre 2018   |
| Rimini                          | Riziero Santi                    | 31 octobre 2018   |
| Rome Capitale (ville m.)        | Roberto Gualtieri                | 21 octobre 2021   |
| Rovigo                          | Enrico Ferrarese                 | 18 décembre 2021  |
| Salerne                         | Michele Strianese                | 31 octobre 2018   |
| Sassari                         | Guido Sechi (comm. extr.)        | 29 mai 2015       |
| Savone                          | Pierangelo Oliveri               | 1er novembre 2018 |
| Sienne                          | Silvio Franceschelli             | 31 octobre 2018   |
| Syracuse                        | Antonino Lutri (comm. extr.)     | 26 août 2015      |
| Sondrio                         | Elio Moretti                     | 1er novembre 2018 |
| Tarente                         | Giovanni Gugliotti               | 2 novembre 2018   |
| Teramo                          | Diego Di Bonaventura             | 31 octobre 2018   |
| Terni                           | Giampiero Lattanzi               | 9 janvier 2017    |
| Trapani                         | Raimondo Cerami (comm. extr.)    | 4 août 2015       |
| Trente (province autonome)      | Maurizio Fugatti                 | 22 octobre 2018   |
| Trévise                         | Stefano Marcon                   | 18 septembre 2016 |
| Turin (ville m.)                | Stefano Lo Russo                 | 27 octobre 2021   |
| Varèse                          | Emanuele Antonelli               | 31 octobre 2018   |
| Venise                          | Luigi Brugnaro                   | 31 août 2015      |
| Verbano-Cusio-Ossola            | Alessandro Lana                  | 19 décembre 2021  |
| Verceil                         | Eraldo Botta                     | 13 octobre 2019   |
| Vérone                          | Manuel Scalzotto                 | 31 octobre 2018   |
| Vibo Valentia                   | Salvatore Solano                 | 31 octobre 2018   |
| Vicence                         | Francesco Rucco                  | 29 octobre 2018   |
| Viterbe                         | Alessandro Romoli                | 19 décembre 2021  |

## Présidents des libres consortiums municipaux
| Libre consortium municipal | Nom                             | Depuis (le)      |
| -------------------------- | ------------------------------- | ---------------- |
| Agrigente                  | Girolamo Di Pisa (comm. extr.)  | 1er février 2018 |
| Caltanissetta              | Duilio Alongi (comm. extr.)     | 9 janvier 2020   |
| Enna                       | Girolamo Di Fazio (comm. extr.) | 7 janvier 2020   |
| Raguse                     | Salvatore Piazza (comm. extr.)  | 1er février 2018 |
| Syracuse                   | Domenico Percolla (comm. extr.) | 3 janvier 2020   |
| Trapani                    | Raimondo Cerami (comm. extr.)   | 4 août 2015      |